# Accor
AccorHotels è uno dei principali gruppi alberghieri francese a livello mondiale. Ad ottobre 2023 AccorHotels contava 5.487 alberghi in 110 nazioni, oltre 40 catene alberghiere e più di 300.000 dipendenti, dati che la rendono il primo gruppo alberghiero d'Europa.

## Storia
Nel 1967 Paul Dubrule e Gérard Pélisson fondarono la SIEH (Société d'Investissement et d'Exploitation Hôteliers), che precedette l'apertura del primo albergo della catena Novotel lo stesso anno a Lilla. Una nuova catena fu lanciata nel 1974: la Ibis che aprì il suo primo hotel a Bordeaux. Accor continuò la sua espansione con Courtepaille nel 1974, Mercure nel 1975 e Sofitel nel 1980.
Nel 1982, la SIEH acquisì il gruppo Jacques Borel International, presente nel campo della ristorazione in concessione, nella ristorazione collettiva e, soprattutto, leader mondiale nel campo dei buoni pasto. Fu con questa acquisizione che nacque ufficialmente il gruppo Accor nel 1983. Accor lanciò un nuovo concetto di albergo con gli hotel Formule 1 nel 1985, prima di riprendere l'espansione internazionale con l'acquisizione di Motel 6 negli Stati Uniti nel 1990. Questa acquisizione permise al gruppo di diventare un leader mondiale nel campo alberghiero. Il 1991 ed il 1997 segnarono una diversificazione del gruppo con l'acquisizione rispettivamente della Compagnie Internationale des Wagons-Lits e della SPIC, che divenne Accor Casinos, completando il tutto con la nomina di Jean-Marc Espalioux alla testa del gruppo.
Da allora il gruppo continua il suo sviluppo acquisendo diverse catene come Red Roof Inns e CGIS (1999) e Suitehotel in Europa. Il gruppo acquisisce anche una partecipazione del 30% in Club Méditerranée nel 2005. Durante il mese di giugno del 2015 Accor annuncia il cambio di nome sociale in AccorHotels, uniformandosi così all'omonimo portale di prenotazione.

### Cronologia
- 1967: apertura del primo hotel Novotel (Francia) grazie a Gérard Pélisson e Paul Dubrule
- 1975: acquisizione della Mercure
- 1980: acquisizione della Sofitel
- 1983: fusione con la Jacques Borel International e creazione della Accor
- 1986: acquisizione della Motel 6
- 1991: acquisizione della Compagnie Internationale des Wagons-Lits
- 1997: Jean-Marc Espalioux diventa amministratore delegato
- 2005: Accor acquisisce una partecipazione del 30% di Club Méditerranée
- 2012: riunione delle catene Ibis, Etap Hotel e All Season sotto la marca Ibis (Ibis, Ibis Budget e Ibis Styles). Cessione della Motel 6 a Blackstone Group
- 2014: Accor rileva il 35% di Mama Shelter
- 2015: il gruppo Accor diventa AccorHotels
- 2019: Accor è il nuovo sponsor di maglia del Paris Saint-Germain.[2]

## Aziende controllate

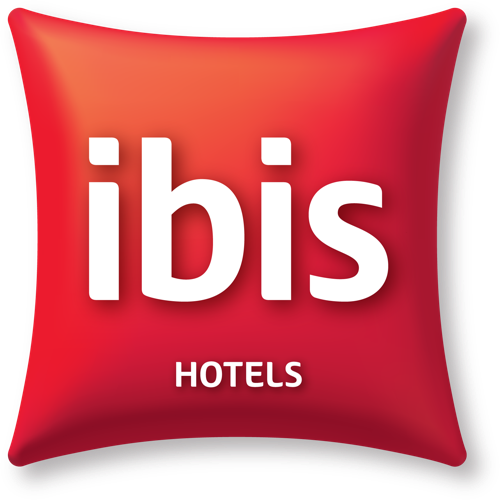
Logo Ibis dal 2011 al 2019

Logo della Accor Services

### Catene alberghiere
- Sofitel Legend
- Sofitel Luxury Hotels
- Sofitel
- SO Sofitel
- The Sebel
- Pullman
- MGallery by Sofitel
- Novotel
- Grand Mercure
- Mercure
- Adagio Premium
- Adagio
- Adagio Access
- ibis
- ibis Styles
- ibis Budget
- hotel F1
- Orbis
- Thalassa sea&spa (centri termali)
- Coralia (hotel specializzati nel turismo)
- Mama Shelter
- Raffles
- Fairmont
- Banyan Tree
- OneFineStay
- Rixos
- Swissôtel
- Angsana
- 25hours
- Huazhu
- Jo&Joe

### Altri servizi
- Carlson Wagonlit Travel
- Frantour
- Go Voyages
- Lenôtre
- Compagnie des wagons-lits
- Accor casinos
- Accor Services

## Accor Services
Presente in Italia dal 1976 con il marchio Ticket Restaurant, Accor Services offre oggi alle aziende e agli enti pubblici una gamma completa di servizi.
Il sistema dei buoni pasto nasce, in realtà, in Gran Bretagna nei primi anni Cinquanta grazie a un'intuizione di John Hack, che rivoluzionò non solo le modalità di pagamento del pasto, ma anche le abitudini dei lavoratori del Regno Unito post-bellico. La società che fondò, la “Luncheon Vouchers”, nel 1954 si garantì dal governo britannico l'esenzione fiscale dei buoni pasto che distribuiva.
Anche la Francia riprodusse questa nuova invenzione sulla scia dell'esempio britannico. Nel 1962 Jacques Borel fondò la società Ticket Restaurant. Negli anni ‘80 dalla fusione tra la società di Borel e Novotel nacque il Gruppo Accor che ha portato il marchio Ticket Restaurant in tutta Europa e nel mondo.
Dal 1990 al 2000 i servizi Accor Services si sviluppano con l'adesione di importanti settori quali banche, assicurazioni e Pubblica Amministrazione sia a livello centrale che locale. Parallelamente al diffondersi dei servizi si consolida anche il quadro normativo, che estende l'utilizzo dei Ticket Restaurant al personale part-time e ai collaboratori a progetto.
Dal 2 luglio 2010 la società viene quotata separatamente dalla Hotelerie con il nome di Edenred S.A. ed il titolo viene molto apprezzato dalla borsa. "Ticket Restaurant®" è un marchio registrato da Edenred.

### Servizi
Oltre a servizi sostitutivi di mensa e di mensa diffusa, Accor Services offre programmi per la motivazione e l'incentivazione del personale, il controllo delle spese professionale e la conciliazione vita privata-vita lavorativa. Collabora anche con la Pubblica Amministrazione per la gestione di programmi sociali pubblici in ambito sociale, scolastico e di assistenza domiciliare.
Questa, in sintesi, la tipologia di servizi offerti:
- benefit per le Risorse Umane
- incentivazione e fidelizzazione per le Risorse Umane
- gestione delle spese professionali
- vantaggi per gli enti pubblici

### Azionisti
- Public Investment Fund - 50%
- Colony Capital - 11,53%[4]
- Legendre Holding - 19 10,05%[4]
- Caisse des dépôts et consignations - 8,13%[4]
- Credit Suisse - 4,55%[4]
- Accor S.A. (azioni proprie) - 3,66%[4]
- Morgan Stanley - 3,3%[4]
- Fondatori - 2,64%[4]
- Société générale - 1,47%[4]
- BNP Paribas - 0,53%[4]